# Вадала, Гидо
Ги́до Науэ́ль Вадала́ (исп. Guido Nahuel Vadalá; родился 8 февраля 1997 года, Росарио, Аргентина) — аргентинский футболист, нападающий клуба «Атлетико Альварадо».

## Биография
Вадала — воспитанник клуба «Бока Хуниорс». В 2015 году он на правах аренды перешёл в итальянский «Ювентус», но так и не дебютировал за команду. Летом 2016 года Гидо был отдан в аренду в «Унион Санта-Фе». 10 сентября в матче против «Альдосиви» он дебютировал в аргентинской Примере. 10 декабря в поединке против «Сан-Лоренсо» Вадала забил свой первый гол за «Унион Санта-Фе». Летом 2017 года Гидо вернулся в «Бока Хуниорс». 27 ноября в матче против «Росарио Сентраль» он дебютировал за основной состав. 3 декабря в поединке против «Арсенала» из Саранди Вадала забил свой первый гол за «Бока Хуниорс».

## Титулы
- Чемпион Аргентины (1): 2017/18